# Henkersteg

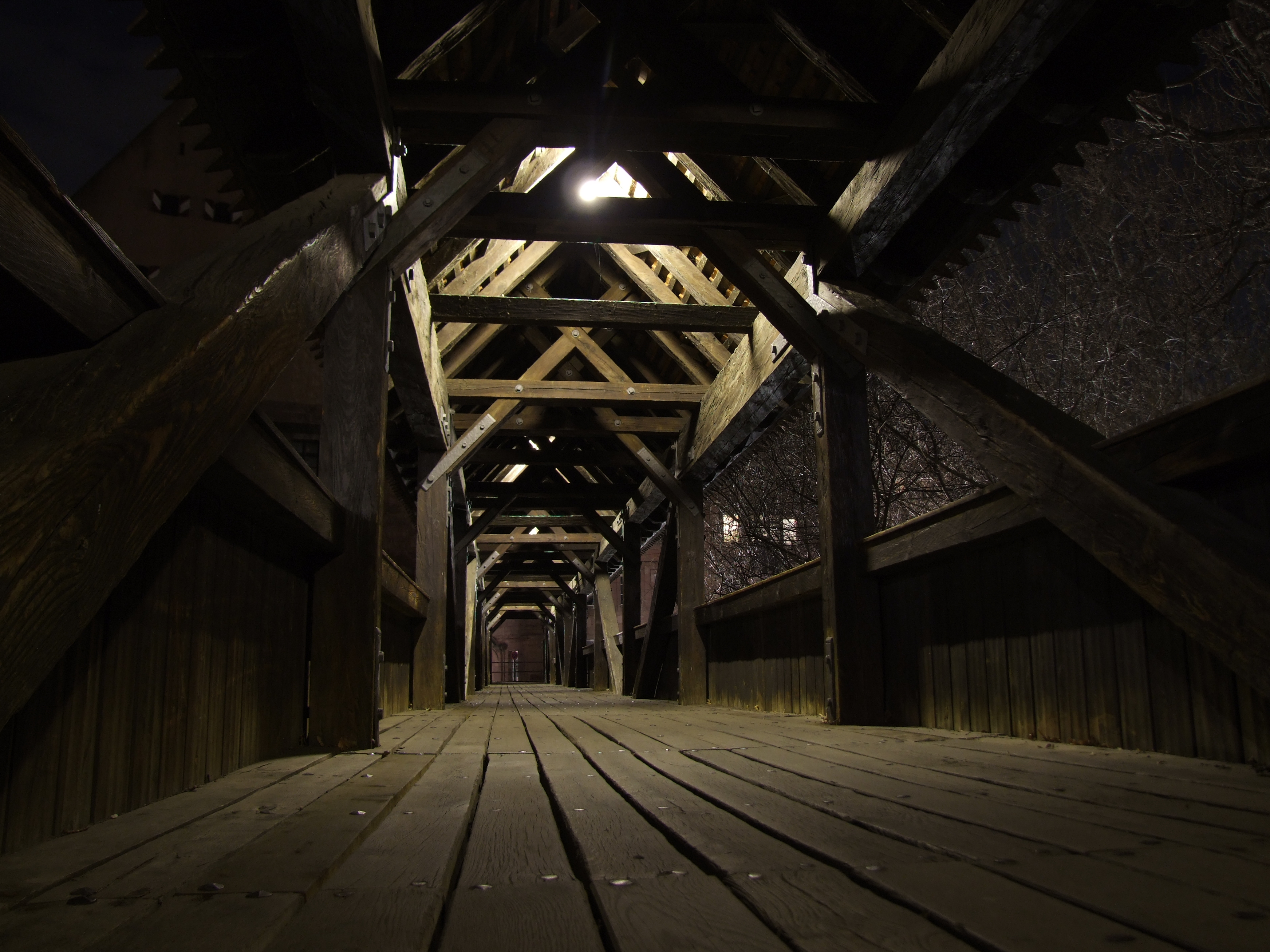
Vue intérieure de nuit, 2008

Le Henkersteg (littéralement, Passerelle du bourreau), également appelé Langer Steg, est une passerelle en bois sur la rivière Pegnitz à Nuremberg. 

## Localisation
La passerelle commence au Henkerturm et relie le marché aux puces, une île du Pegnitz, avec le quartier St Lorenz, où elle mène à l'Unschlittplatz. 

## Histoire

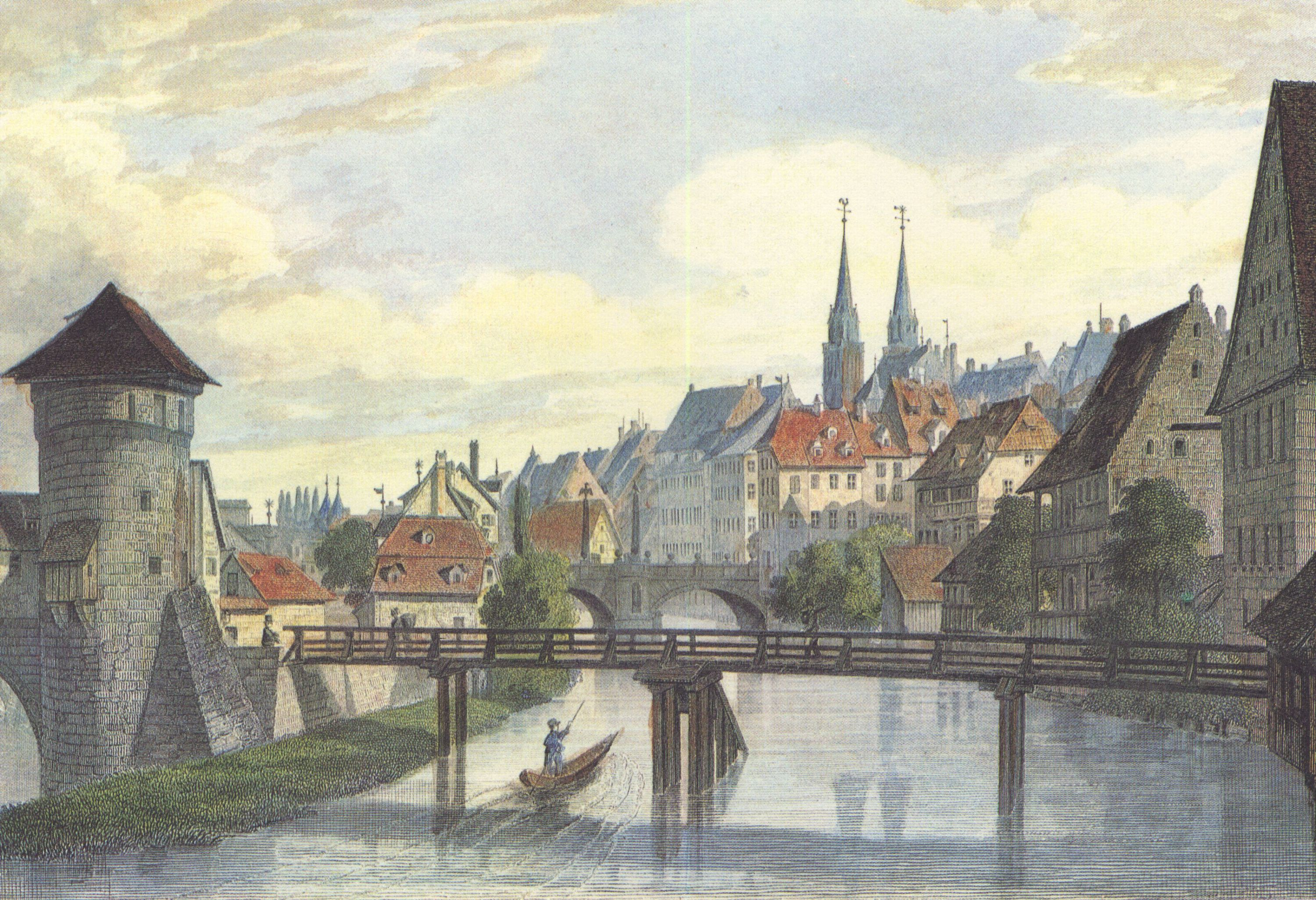
Passerelle du bourreau, gravure sur acier couleur (vers 1850) par Alexander Richard Marx

En 1457, une passerelle en bois a été construite pour les piétons sur la sortie sud du Pegnitz sur l'avant-dernier mur de la ville. Elle tire le nom de Henkersteg de la tour du bourreau, l'ancien appartement du bourreau de la ville impériale sur le Säumarkt (aujourd'hui : marché aux puces). Lors des crues de 1595, la dérive des glaces et les embâcles ont endommagé les ponts au-dessus du Pegnitz. L'effondrement de la passerelle du bourreau à la fin de janvier 1595 a coûté la vie à huit spectateurs qui ont été emportés par les inondations avec le pont. Après l'inondation, trois arches d'enceinte des avant-dernières fortifications de la ville ont été démolies et la passerelle du bourreau a été reconstruite plus à l'ouest comme une passerelle couverte en bois; depuis, l'extrémité sud de la passerelle mène à la Unschlittplatz. En 1657, 1671, 1761 et 1776, la passerelle du bourreau fut renouvelée ou reconstruite. Après de graves dommages pendant la Seconde Guerre mondiale, la passerelle a été reconstruite en 1954. En 2000, elle est devenue une station du mile historique de Nuremberg à l'occasion du 950e anniversaire de la ville. 

## Liens web
- Site sur Structurae

## Littérature
- Michael Diefenbacher, Rudolf Endres (Hrsg.): Stadtlexikon Nürnberg. 2., verbesserte Auflage. W. Tümmels Verlag, Nürnberg 2000,  (ISBN 3-921590-69-8) (online).

## Source de traduction
- (de) Cet article est partiellement ou en totalité issu de l’article de Wikipédia en allemand intitulé « Henkersteg » (voir la liste des auteurs).